# Калинник
Кали́нник — село в Україні, у Довжанській міській громаді Довжанського району Луганської області. Розташоване за 5 кілометрів на південь від села Провалля.
Знаходиться на тимчасово окупованій території України.

## Історія
Село було засновано у 1955 році як відділення Провальського радгоспу, про що свідчать дані господарських книг. У 2002 році, коли створювався Єдиний державний реєстр населених пунктів, село Калинник з невідомих причин не було включене до нього.
13 квітня 2007 року на сході мешканців населеного пункту було порушено клопотання про відновлення населеного пункту. 4 червня 2009 року за рішенням Провальської сільської, Свердловської міської та Луганської обласної ради Верховна Рада України поставила на облік село Калинник.
Населений пункт розташований на краю Калинової балки, від якої й походить назва села. Головна вулиця села носить ім'я Леніна.
Село Калинник станом на 2008 рік налічує 46 дворів та 86 мешканців. У селі є магазин (який протягом останніх років не працює), консервний цех, фельдшерсько-акушерський пункт та тваринницька ферма, яка за радянських часів налічувала понад тисячу голів свиней.
12 червня 2020 року, відповідно до Розпорядження Кабінету Міністрів України № 717-р «Про визначення адміністративних центрів та затвердження територій територіальних громад Луганської області», увійшло до складу Довжанської міської громади.
17 липня 2020 року, в результаті адміністративно-територіальної реформи та ліквідації  колишніх Довжанського (1938—2020) та Сорокинського районів, увійшло до складу новоутвореного Довжанського району.